# Bernard Zaks
Bernard Zaks, ps. Stanisław Nerski, Stach Nerwowy, Bekker (ur. 13 lipca 1886 r. w Łodzi, zm. 11 kwietnia 1937 r. w Moskwie) – polski i rosyjski działacz socjalistyczny i komunistyczny pochodzenia żydowskiego, członek SdKPiL i KPP oraz SdPRR i WKP(b), kierownik Wydziału do Spraw Przemysłu Tymczasowego Komitetu Rewolucyjnego Polski.

## Życiorys
Już podczas nauki w łódzkim gimnazjum należał od 1901 r. do socjalistycznej konspiracji uczniowskiej. W 1902 r. wstąpił do Socjaldemokracji Królestwa Polskiego i Litwy, działał w jej tajnych strukturach na terenie Łodzi W latach 1904–1905 studiował na wydziale przyrodniczym uniwersytetu w Liège i działał w tamtejszej grupie Socjaldemokratycznej Partii Robotniczej Rosji. Po powrocie do Łodzi wziął udział w wydarzeniach rewolucji 1905 r., za co był kilkakrotnie aresztowany Osadzony w kwietniu 1907 r. w więzieniu w Sieradzu, został skazany na zesłanie na Syberię, ale ostatecznie wyrok zamieniono na wydalenie za granicę. Studiował najpierw w Akademii Handlowej w Lipsku (1907-1909), potem w Paryżu (1909-1911). W 1911 r. wrócił do kraju, pracował jako buchalter w Częstochowie i jednocześnie kierował miejscową organizacją SdKPiL, a następnie był członkiem jej Komitetu Warszawskiego (1912-1913). Uwięziony po raz kolejny w lutym 1913 r., przeszedł śledztwo w X Pawilonie Cytadeli warszawskiej. Wobec wybuchu wojny w sierpniu 1914 r. został wraz z innymi aresztantami ewakuowany do Orła nad Oką, a później do Moskwy.
Po rewolucji lutowej i obaleniu caratu uwolniony w wyniku amnestii ogłoszonej w marcu 1917 przez Rząd Tymczasowy podjął aktywną działalność polityczną w Moskwie. W marcu 1917 wszedł do zarządu tamtejszej komórki SdKPiL i reprezentował ją w komitecie moskiewskim SdPRR(b). Jednocześnie pracował w buchalterii Rady Delegatów Robotniczych w Moskwie. Uczestniczył w rewolucji październikowej w Piotrogrodzie, gdzie z ramienia moskiewskiej grupy SdKPiL kandydował do miejskiego komitetu wojskowo-rewolucyjnego, a także - z poparciem SdKPiL i SdPRR(b) - w wyborach do Konstytuanty.
Na początku 1920 r. jako przedstawiciel Biura Polskiego przy Komitecie Centralnym RPK(b) został wysłany do Irkucka, gdzie krytykował środowisko Polaków skupione wokół socjaldemokratycznego tygodnika „Spartak”. Następnie - obejmując kierownictwo Wydziału do Spraw Przemysłu - wszedł w skład Tymczasowego Komitetu Rewolucyjnego Polski (tzw. Polrewkomu), który był zalążkiem nowych władz komunistycznych przyszłej Polskiej Republiki Rad, tworzonych na ziemiach zajętych przez Armię Czerwoną podczas wojny polsko-bolszewickiej, a po klęsce Armii Czerwonej pozostał w Rosji Sowieckiej.
Później kontynuował aktywność w szeregach Rosyjskiej (od 1925 r. Wszechzwiązkowej) Partii Komunistycznej (bolszewików) i Komunistycznej Partii Robotniczej Polski (od 1925 r. Komunistycznej Partii Polski). W pierwszej połowie lat 20. XX wieku pełnił szereg wysokich funkcji w gremiach kierujących państwową gospodarką, finansami i bankowością sowieckiej Rosji, dochodząc do stanowiska zastępcy kierownika Wydziału Administracyjnego w Radzie Komisarzy Ludowych ZSRR (1924). Wykładał również nauki społeczne w moskiewskich uniwersytetach komunistycznych: im. Jakowa Swierdłowa i Mniejszości Narodowych Zachodu im. Juliana Marchlewskiego oraz na różnych kursach propagandy dla agitatorów.
W 1925 r. wrócił do Polski. Podjął aktywną działalność w Komitecie Centralnym nielegalnej KPP, redagował jej organ prasowy „Nowy Przegląd”. Po zamachu majowym był jednym ze zdecydowanych krytyków zbyt miękkiego, jak oceniał, stanowiska partii wobec przewrotu Piłsudskiego, który uważał za drobnomieszczański. Aresztowany w 1928 r. za działalność antypaństwową, otrzymał wyrok 8 lat ciężkiego więzienia, ale w 1932 r. został wydalony do ZSRR w ramach wymiany więźniów politycznych. Pracował w sowieckim Banku Państwa i reprezentował KPP w Komitecie Wykonawczym Międzynarodówki Komunistycznej. Należał także do Stowarzyszenia Starych Bolszewików, rozwiązanego przez władze w maju 1935 r. Podczas wielkiej czystki został aresztowany przez NKWD, oskarżony o działalność kontrrewolucyjną, skazany na karę śmierci i stracony.